# Odense Katedralskole
Odense Katedralskole er et gymnasium og hf-kursus i Odense. Skolen har ca. 30 klasser med ca. 900 elever, som undervises af ca. 90 lærere. Skolen koordinerer desuden de gymnasiale suppleringskurser i Region Syddanmark.

## Historie
Odense Katedralskoles historie går tilbage til 1283, hvor der blev oprettet en skole i tilknytning til Skt. Knuds Kloster. Tidligere var der etableret katedralskoler i Viborg, Ribe, Roskilde, Århus og København (Metropolitanskolen). Odense Katedralskole er dermed landets sjetteældste skole. I løbet af middelalderen blev en række af landets latinskoler knyttet til bispesædernes domkirker, deraf navnet katedralskole. Formålet med skolen var dengang at uddanne præster, og fagene var latin og græsk, religion og sang. Først i 1800-tallet vandt fag som nyere sprog og matematik frem.
Senere blev der oprettet yderligere to latinskoler i Odense. De tre skoler blev imidlertid samlet som Odense latinske Skole i 1537. I 1621 blev der oprettet et gymnasium i Odense. Der var tale om en slags universitet. Gymnasiet blev i 1802 lagt sammen med latinskolen, som nu fik navnet Odense Katedralskole.
Efter at skolen i århundreder havde haft til huse på Klingenberg nær Odense Domkirke flyttede den i 1846 til en ny bygning i Lille Gråbrødrestræde, som senere blev omdannet til posthus.
I 1894 flyttede skolen til sin nuværende adresse i Jernbanegade, og var stadig Fyns eneste gymnasium. Grunden var tidligere køkkenhave for Odense Slot. Den nuværende Odense Katedralskole er tegnet af kongelig bygningsinspektør Jens Vilhelm Pedersen, og er bygget i renæssancestil. Den er således udført i respekt for skolens lange historie. Porten mod Jernbanegade er særligt iøjnefaldende, ligesom udsmykninger i vestibulen, over hovedtrappen og i solennitetssalen er det.
I 1918 blev de første piger optaget på skolen, og i 1964-1965 blev en stor tilbygning med faglokaler mod Vindegade taget i brug.
Den traditionelle treårige gymnasiale eksamen fik i 1967 følgeskab af den nyetablerede højere forberedelsesksamen.
I 2004 indviede man en ny tilbygning mod Vindegade, som bl.a. rummer fysik- og kemilokaler.
I 2013 blev endnu en tilbygning indviet ud mod krydset mellem Vindegade og Jernbanegade, og de nye lokaler rummer bl.a. dramalokaler og lokaler til mediefag samt fysik- og kemilokaler.
I 2016 blev der oprettet en ekstra klasse på 1. klassetrin pga. mange ansøgere. Det betyder, at der er 31 klasser på skolen.